# Striga bilabiata
Striga bilabiata är en snyltrotsväxtart. Striga bilabiata ingår i släktet Striga och familjen snyltrotsväxter.

## Underarter
Arten delas in i följande underarter:
- S. b. barteri
- S. b. bilabiata
- S. b. jaegeri
- S. b. rowlandii

## Bildgalleri

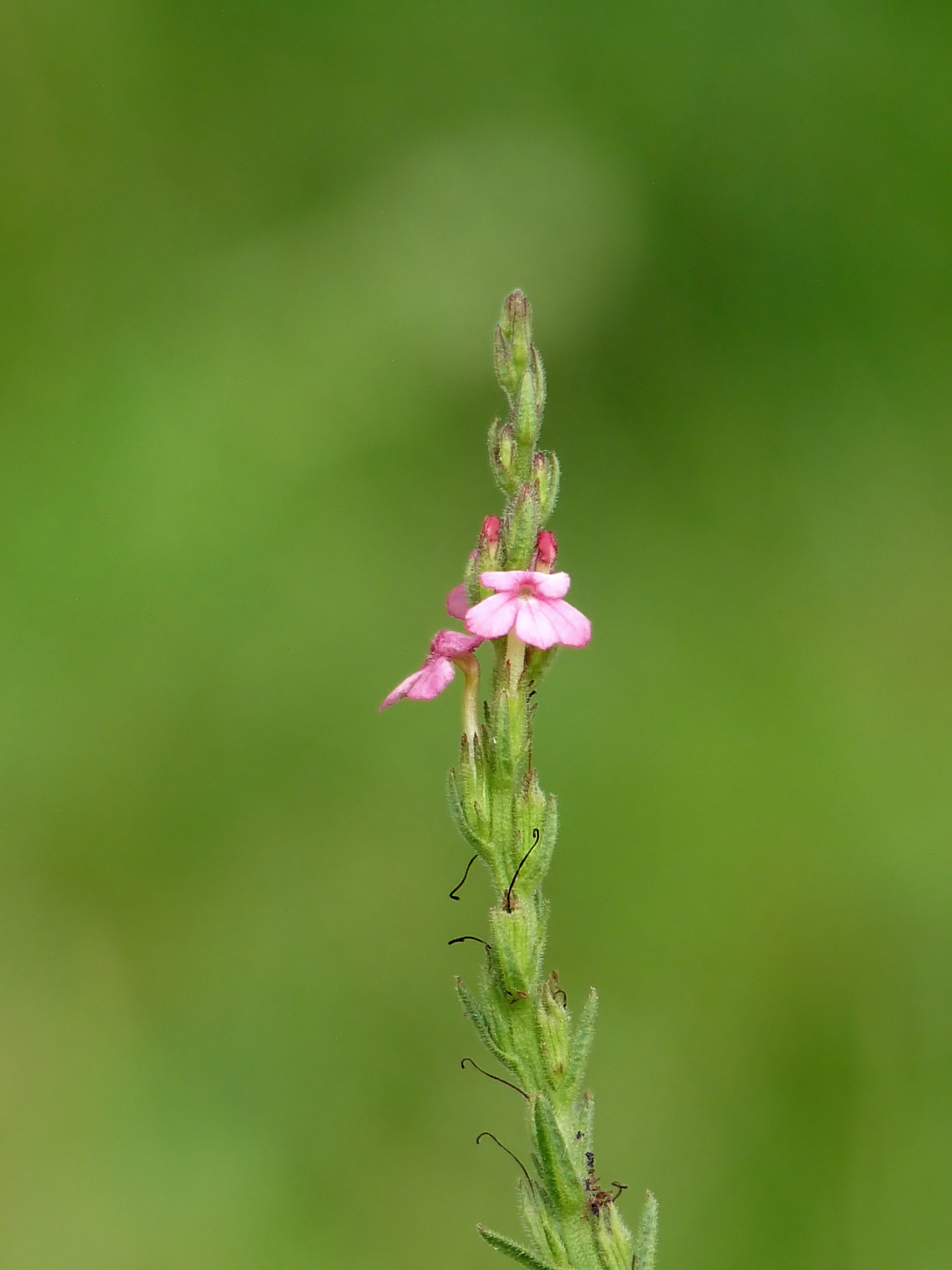